# Knäppetält
Knäppetält är en del av den personliga utrustningen som tilldelas enskilda soldater. Den är rombformad med öppning i mitten som kan knäppas igen. Knäppetältet är tillverkad av galontyg eller motsvarande för att stå emot väta. Längs sidorna är det en mängd knappar och knapphål som används för att sammanbinda flera kläppetält till större tält.
Knäppetältet har även ett hål i mitten och kan därför träs över huvudet och användas som regnjacka.